# Diego Schwartzman
Diego Sebastián Schwartzman Daiez (Buenos Aires, 16 de agosto de 1992), también conocido como “El Peque”, es un extenista argentino. 
Formado en el Club Náutico Hacoaj, Schwartzman llegó a su más alto ranking en individuales, puesto N.º 8, el 12 de octubre de 2020 y en dobles alcanzó el puesto N.º 39 el 6 de enero de 2020. Es parte de la generación de tenistas argentinos top 100 nacidos a principios de 1990, junto con Federico Delbonis, Guido Pella, Facundo Bagnis, Juan Ignacio Lóndero y Federico Coria.
Entre sus victorias más importantes se encuentran los triunfos ante jugadores Top 10: ante Rafael Nadal (N.º 2) en el Masters de Roma 2020, ante Dominic Thiem (N.º 3) en el Masters de Canadá 2017, en el Argentina Open 2019 y en Roland Garros 2020, Marin Čilić (N.º 7) en el US Open 2017, Kevin Anderson (N.º 7) en Roland Garros 2018, Kei Nishikori (N.º 6) en el Masters de Roma 2019, Alexander Zverev (N.º 6) en los octavos de final del Abierto de Estados Unidos 2019 y Casper Ruud (N.º 10) en el Masters de Indian Wells 2021.

## Biografía
Schwartzman es judío, su padre se llama Ricardo Schwartzman y su madre Silvana Daiez. Nació y reside en Buenos Aires, Argentina. Durante el Holocausto, su bisabuelo materno polaco fue llevado en tren a un campo de concentración nazi. El acoplamiento que conectaba dos de los vagones del tren se rompió, lo que permitió que su bisabuelo y otras personas dentro de un vagón escaparan. Su bisabuelo trajo a su familia en barco desde Alemania a Argentina. Los antepasados de su padre emigraron de Rusia a Argentina en barco.
Schwartzman tiene dos hermanos (uno programador de computadoras, el otro agente de viajes) y una hermana (abogada).
Es apodado "Peque" por su estatura relativamente baja para un tenista. Sus entrenadores han sido Juan Ignacio Chela, con quien terminó su vínculo de siete años en 2023, y Leonardo Olguín.

## Carrera profesional

### 2010-2012: Inicios y Circuito Challenger
En 2010 Disputó su primer torneo profesional en el F5 de Argentina perdiendo en primera ronda contra su compatriota Juan Vázquez Valenzuela.
En el mes de junio Schwartzman disputó el F9 de Argentina también, perdiendo en primera ronda contra Juan Pablo Villar.
Durante 2012 obtiene 5 torneos futures consecutivos, lo que le permitió posicionarse en el puesto 245 atp.
Posteriormente integró el cuadro principal del Challenger de Buenos Aires disputado en Buenos Aires, venciendo en primera ronda al portugués Frederico Gil, en la siguiente ronda venció al ecuatoriano Julio César Campozano, en cuartos de final a su compatriota Martín Alund, en semifinales a Agustín Velotti y derrotó en la final al francés Guillaume Rufin para quedarse con su primer título de la categoría ATP Challenger Series ganando el Challenger de Buenos Aires 2012.

### 2013: Primeros partidos ATP

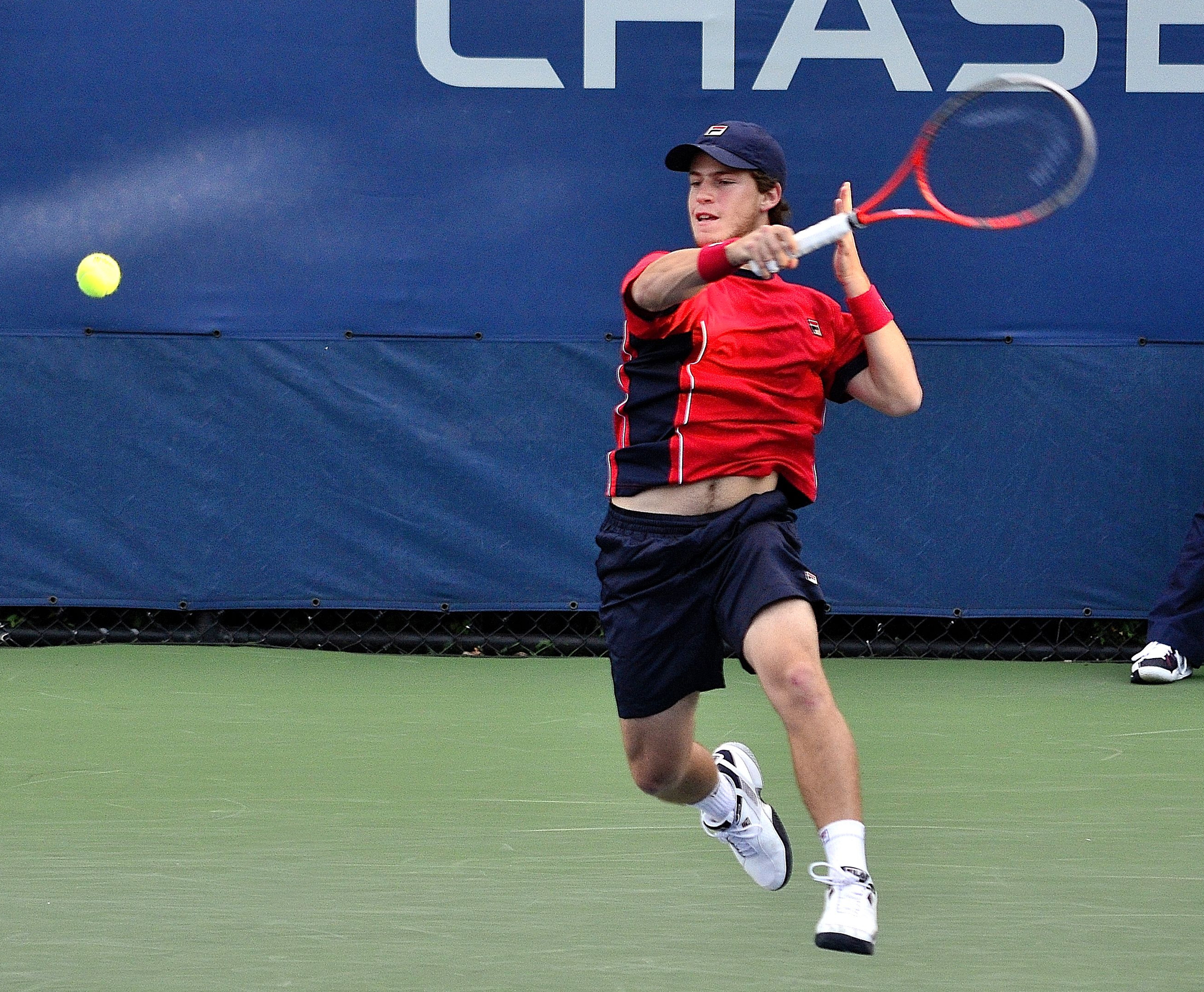
Diego Schwartzman en la fase de clasificación del US Open 2013.

Desde 2013 comienza a disputar regularmente torneos en el ATP World Tour. Así llegó, por ejemplo, al Torneo de Buenos Aires donde en primera ronda derrotó al brasilero Thomaz Bellucci por 64 46 61 y en la segunda vuelta, cayó derrotado en dos sets ante el español Tommy Robredo. En el Torneo de Acapulco, disputó exitosamente la ronda clasificatoria. Entró de esta manera en el cuadro principal de un torneo ATP 500. Tuvo mala suerte en el sorteo, y se tuvo que enfrentar en primera ronda ante el campeón final del torneo, el español Rafael Nadal. También disputó los torneos de Bastad, Hamburgo y Viña del Mar.
Ganó su segundo título challenger. Otra vez triunfa en el Challenger de Buenos Aires 2013, esta vez en dobles, haciendo pareja con su compatriota Máximo González. Derrotaron en la final a la pareja brasilera formada por Rogério Dutra da Silva y André Ghem.

### 2014: Top 100
En el mes de abril ganó el São Paulo Challenger de Tênis 2014 disputado en la ciudad de San Pablo, Brasil. Lo hizo en la modalidad de dobles junto a su compatriota Guido Pella derrotando en la final a otros argentinos Máximo González y Andrés Molteni por 1-6, 6-3, 10-4.
Un mes más tarde, el tenista argentino se consagró campeón del Challenger de Aix-en-Provence, disputado en Francia al derrotar al zurdo alemán Andreas Beck por 6-7 (4-7), 6-2 y 6-3. En un partido que duró 2 horas y 10 minutos de juego, se quedó con el certamen que repartía 64.000 dólares en premios. Schwartzman había dejado en el camino en las rondas previas al italiano Matteo Viola (185), al francés David Guez (180), al checo Jan Hernych (201) y al suizo Yann Marti (301). El día anterior había festejado al vencer en la final de dobles junto a su compatriota Horacio Zeballos. Este es el segundo título en challengers en individuales para el porteño tras el conseguido en Buenos Aires, en octubre de 2012, y el tercero que suma en dobles en la misma categoría.
Schwartzman hizo su primera aparición en el 
cuadro principal de un Grand Slam en Roland Garros 2014; llegó desde la clasificación antes de perder en la segunda ronda, ante Roger Federer. Perdió en la primera ronda del US Open 2014 frente a Novak Djokovic.
En el mes de agosto el argentino venció al brasileño al brasilero André Ghem (251.º) y se quedó con el Challenger de Praga-2 2014, torneo que se disputó sobre arcilla y repartió 50.000 dólares en premios. Fue 6-4 y 7-5 para el nacido en Buenos Aires luego de una hora y 41 minutos de juego en el Cesky Lawn Tennis Klub de Praga. Así, se quedó con su segundo título en esta temporada, tercero en su carrera a este nivel.
En las ATP Challenger Tour Finals, ganó a João Souza, Simone Bolelli y Guilherme Clezar para reclamar el título. A finales de 2014, ocupó el puesto 61.º en el mundo.

### 2015: Primera semifinal ATP

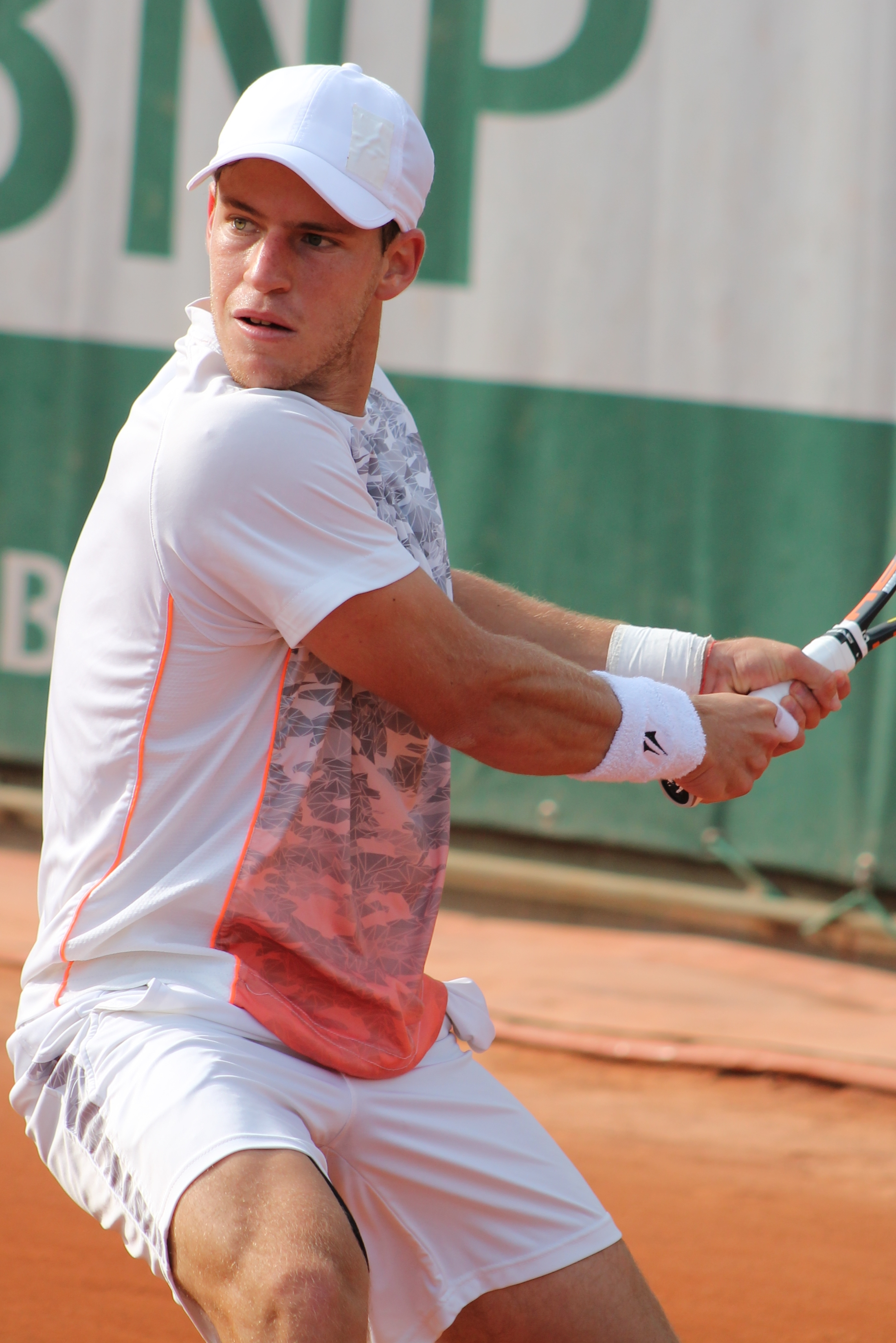
Schwartzman entrenando previo a Roland Garros 2015.

A principios de 2015, participó en el ATP 250 de Auckland. Elimina en la primera ronda a Guillermo García-López (37.º del mundo) en tres sets antes de caer contra el estadounidense Donald Young en tres sets. Luego participó en el Abierto de Australia donde jugó contra el cañonero sudafricano y 16 del mundo Kevin Anderson en cuatro sets en un duro partido por 7-6, 7-5, 5-7, 6-4. El resto de la temporada es más complicado, a pesar de algunos buenos partidos como contra Jerzy Janowicz en Indian Wells, los resultados tardan en llegar.
En Estambul, realiza su primer gran torneo en el circuito principal. Eliminó en las primeras rondas a Blaž Kavčič y Jürgen Melzer por contundentes 6-1, 6-2 y 6-0, 6-2 respectivamente. En cuartos de final, derrotó a Santiago Giraldo tras levantar un "rosco" (0-6) y ganar los dos siguientes sets por doble 6-2. En semifinales se enfrenta por tercera vez en su carrera a Roger Federer. Y por primera vez, ganó un set, a pesar de jugar a un gran nivel y en un partido parejo, terminó cayendo por 2-6, 6-2, 7-5. En el Masters de Roma, entra desde la calificación antes de retirarse en la primera ronda por problemas físicos en su encuentro contra Thomaz Bellucci. Luego participó en su segundo Roland Garros, en 1R derrota al austriaco Andreas Haider-Maurer en 4 sets: 6-3, 5-7, 6-3, 7-6. En la segunda ronda, se enfrenta al cabeza de serie número 13 y ex semifinalista del torneo, Gaël Monfils. Para sorpresa de muchos, domina el partido e incluso llega a estar 2 sets a 1 arriba. Consigue puntos de quiebre en el cuarto set pero no los convierte. Posteriormente, Monfils logra ganar el 4.º y 5.º set para ganar: 4-6, 6-4, 4-6, 6-2, 6-3.
Meses después en septiembre jugó las Semifinales de la Copa Davis contra Bélgica jugó un punto el cuarto y lo perdió en sets corridos contra David Goffin finalmente los belgas ganarían por 3 a 2 luego que Steve Darcis ganará el último punto.
Finalizó el año en el puesto 88.º

### 2016: Primer título ATP

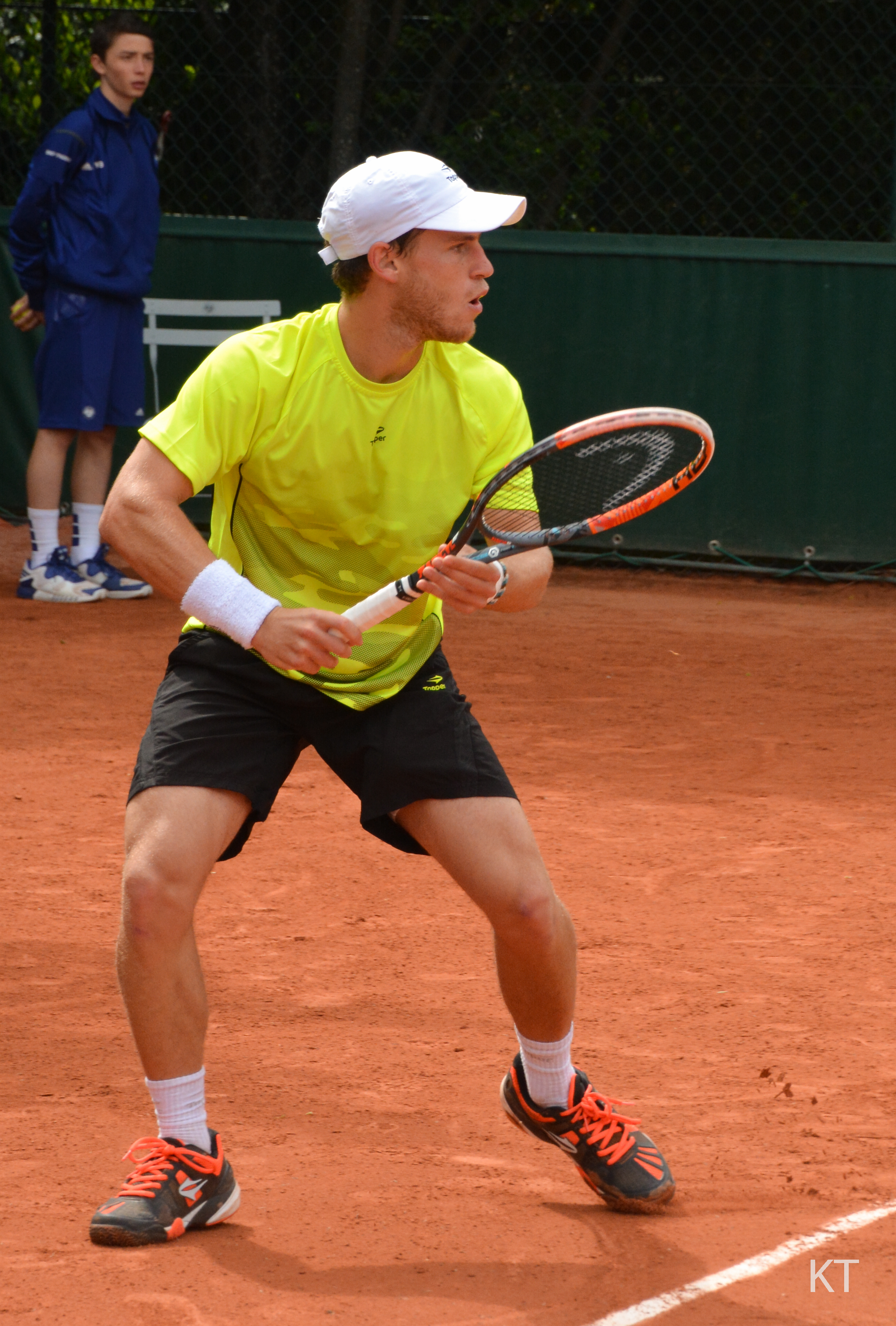
Schwartzman en 2016

Después de un comienzo bastante complicado, Schwartzman ganó su primer título en el ATP 250 de Estambul sobre Arcilla. Derrota en la primera ronda a Facundo Bagnis por 6-1 y 6-4, luego se deshace de principal favorito Bernard Tomic por doble 6-2. En cuartos, venció a Damir Džumhur remontando por 5-7, 7-6(4) y 6-2. Volvió a hacer lo mismo en semifinales tras vencer a Federico Delbonis al ganar por (5)6-7, 6-3 y 6-2. Ganó su primera final en el circuito principal al imponerse a Grigor Dimitrov, cabeza de serie número 2 del torneo. Después de un primer set marcado por muchas rupturas, el búlgaro se lo llevó por 7-6. En el segundo set, Dimitrov lideraba por 5-2 antes de ver el resurgimiento de Schwartzman, quien le arrebata el segundo set en la muerte súbita. El argentino logra sacar su mejor versión en la ronda final, Dimitrov luego se recupera mentalmente y termina con 5-0, 40 iguales al romper una tercera raqueta que le otorgará un juego de penalización (tras haber roto dos antes) y le daría a Schwartzman su primer título en el circuito. Después de un partido heroico por su parte. Más tarde, Dimitrov se disculpó por su comportamiento durante el partido.

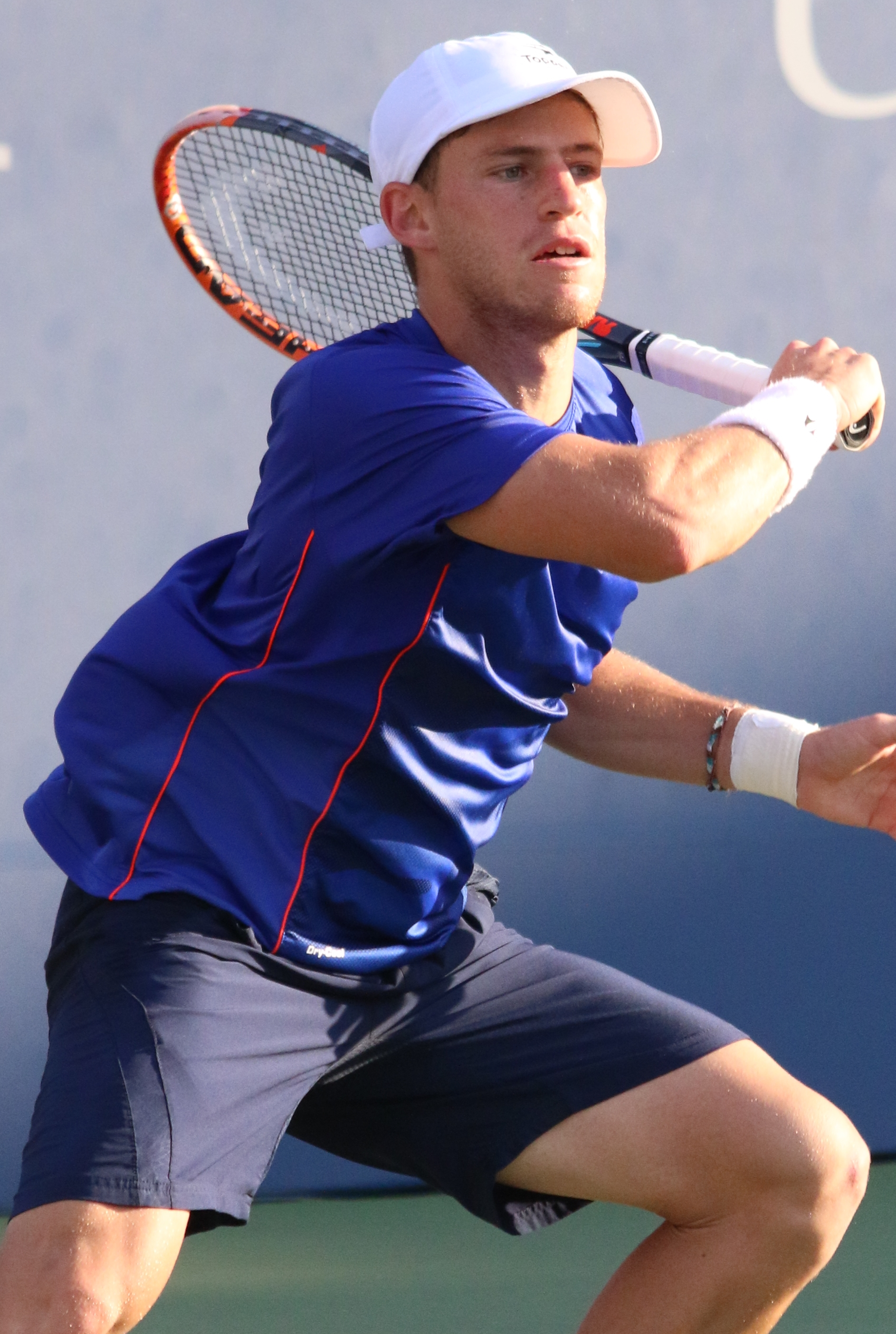
Schwartzman durante el US Open 2016.

En octubre, en la gira en pista cubierta, llegó a la final en Amberes (segunda a nivel ATP) al vencer a Nicolás Mahut (7-6, 7-5), Taylor Fritz (6-4, 6-4), Pablo Cuevas (7-6, 6-3) y al principal cabeza de serie David Goffin por 7-5, 2-6 y 7-5 tras salvar dos puntos de partido. Cae por 7-6(4) y 6-1 contra el cabeza de serie número 3, Richard Gasquet después de un primer set muy disputado.
Finalizó el año en el puesto 52.º

### 2017: Cuartofinalista en el Abierto de EE. UU.

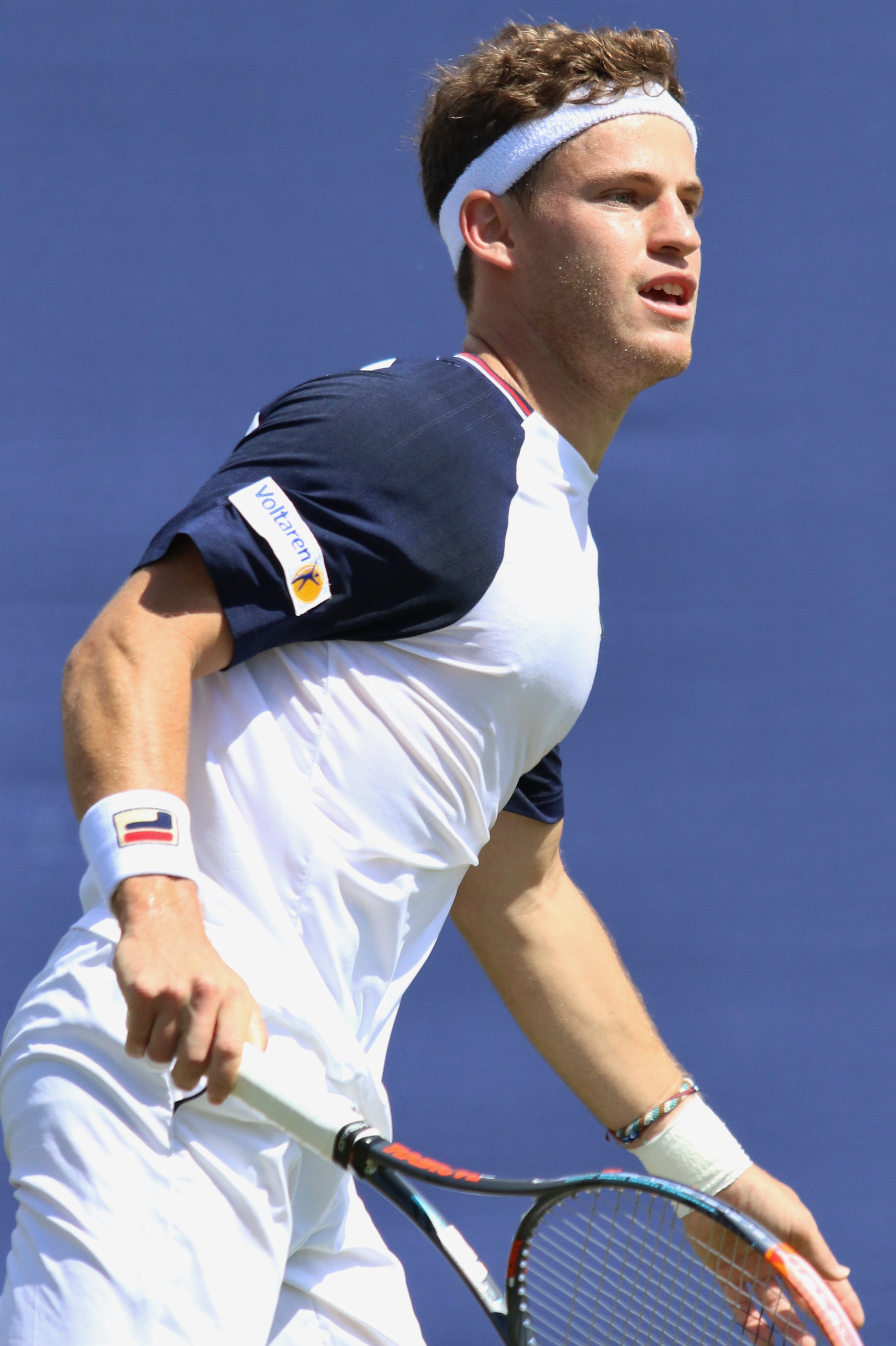
Schwartzman en 2017 tendría una de sus mejores temporadas de su carrera llegando a dos finales ATP, alcanzando cuartos de final en el US Open, dos cuartos de final en Masters 1000 y terminando el año en el puesto 25

El 5 de diciembre de 2016 comenzó una fuerte pretemporada supervisada por Martiniano Orazi (que trabajó con Juan Martín del Potro durante más de siete años) y Juan Manuel Galván (preparador físico, entre otros, del bahiense Guido Pella). Fue en Sports Lab, un centro de alto rendimiento que funciona en Parque Norte; allí se empezó a gestar el crecimiento atlético para la temporada entrante.
En el primer Grand Slam del año, el Abierto de Australia llegó hasta la segunda ronda cayendo ante Steve Darcis en cuatro sets. En los dos primeros Masters 1000 del año sobre pista dura: en Indian Wells y Miami en el primero cayó eliminado en 1.ºRonda ante Joao Sousa por 4-6, 6-3, 6-4 y en el segundo cayó ante David Goffin por un apretado 6-4, 3-6 y 5-7 antes vino de eliminar en segunda ronda al ex n.º 3 del mundo David Ferrer por 6-3 y 6-2.

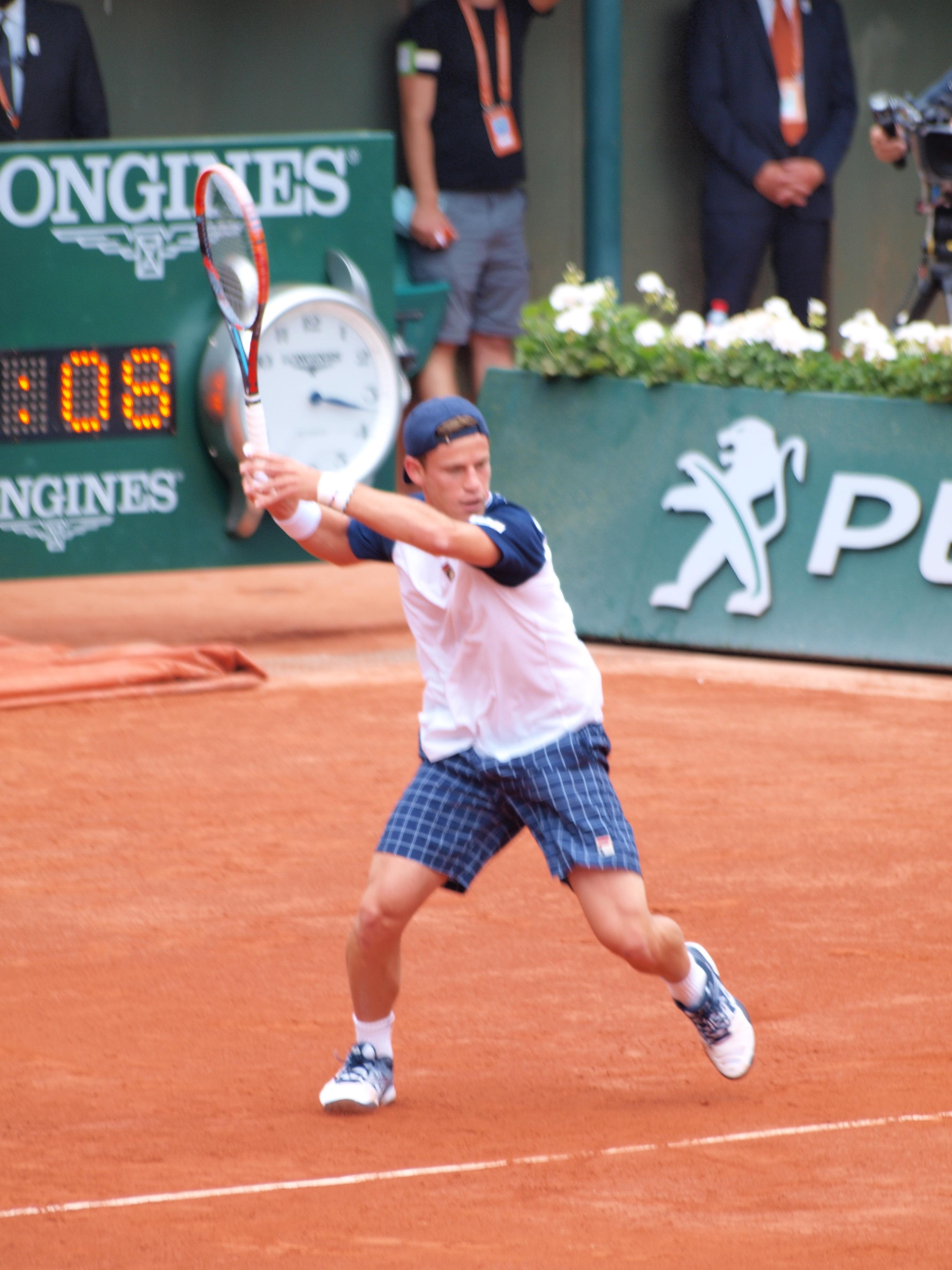
Schwartzman en Roland Garros 2017 donde cayó en tercera ronda ante Novak Dokovic en cinco sets

Al igual que en el año anterior, Diego logró sus primeras buenas actuaciones en la temporada sobre la gira de tierra batida europea en abril. En el Masters de Montecarlo llegó a cuartos de final tras vencer a Bernard Tomic (6-1, 7-6), al número 12 del mundo Roberto Bautista (6-3, 7-6(3)) y al clasificado Jan-Lennard Struff (6-3, 6-0) en sets corridos para llegar a su primer cuartos de final en Masters 1000, donde caería por doble 6-4 en un gran partido contra el futuro campeón el español Rafael Nadal, lográndole quebrar cuatro veces el servicio a su rival, después del partido Nadal felicitaría a Schwartzman por el buen juego. Después jugó el Torneo de Estambul como campeón defensor, llegaría hasta semifinales cayendo contra el 8 del mundo Marin Čilić por 6-1 y 7-67 futuro ganador del torneo. Después tuvo decepcionantes actuaciones en Madrid y Roma, cayendo en segunda ronda ante Kei Nishikori por 1-6, 6-0, 6-4 y en primera ronda ante Jack Sock por 6-1, 4-6 y 7-5, respectivamente.
Finalmente en Roland Garros comienza ganando un duro partido por 0-6, 6-4, 6-2, (3)6-7 y 9-7 ante el perdedor afortunado Andréi Rubliov en la primera ronda y en la segunda ronda vence al italiano Stefano Napolitano más fácilmente por 6-3, 7-5, 6-2 para llegar a la tercera ronda de un Grand Slam por primera vez; en tercera ronda se enfrenta al campeón defensor Novak Djokovic (N°2 del mundo), a pesar de estar 2 sets a 1 arriba terminó sucumbiendo en los últimos dos tras el gran desgaste físico en los 3 primeros sets y cae por 7-5, 3-6, 6-3, 1-6 y 1-6, quedando a punto de dar el batacazo del torneo.

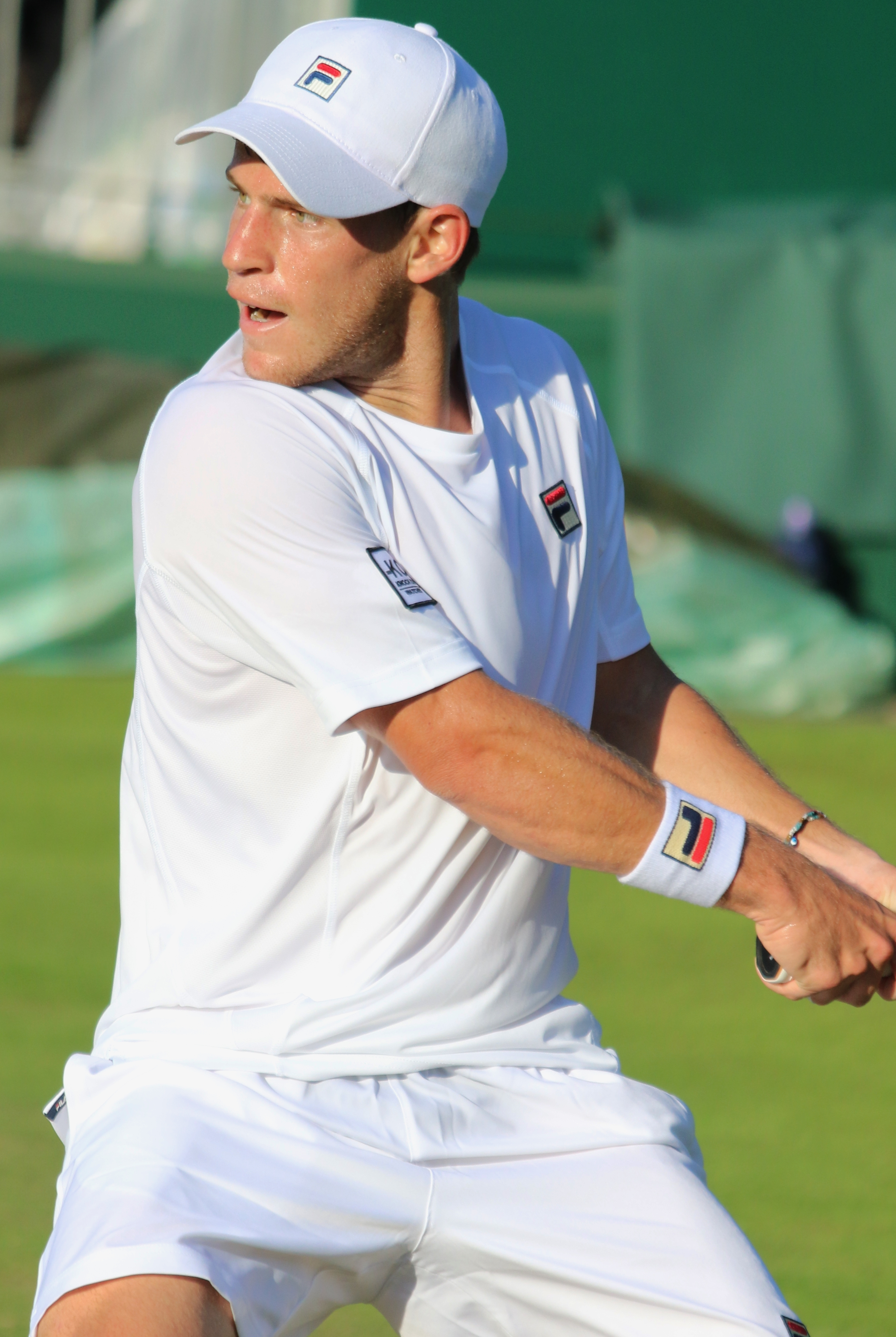
Schwartzman en Wimbledon 2017.

En Wimbledon cayó en primera ronda ante el N°13 Grigor Dimitrov en sets corridos por 7-6 y doble 6-2. Tras sus malos resultados en hierba mejora en el Masters de Canadá llegando a los cuartos de final por primera vez en esta superficie, tras vencer al clasificado Reilly Opelka en un durísimo partido por 6-3, (2)6-7, 6-4, al número 7 del mundo Dominic Thiem por 6-4, (7)6-7, 7-5 superando por primera vez a un top 10 en su carrera, después en octavos venció al local Jared Donaldson por 0-6 y doble 7-5, después de sacudirse de un "rosco" en el primer set. Finalmente cae en cuartos de final ante el holandés Robin Haase por 6-4, 3-6, 3-6, perdiéndose la oportunidad de llegar por primera vez a semifinales en torneos de esta categoría. En Cincinnati cayó en primera ronda ante Joao Sousa en tres sets.
A partir de mediados de agosto de 2017, lideraba la gira de ATP al ganar porcentaje en juegos de vuelta (recibiendo) al 36 por ciento (192/532), con Djokovic en segundo lugar y Nadal en cuarto lugar.
Schwartzman confirma su buen año en el US Open como cabeza de serie 29, clasifica fácilmente a la tercera ronda tras batir a su compatriota Carlos Berlocq y Janko Tipsarević en sets corridos, ante de lograr la mejor actuación de su carrera en Grand Slam, superando al 7.º del mundo y campeón en 2014, el croata Marin Čilić por 4-6, 7-5, 7-5, 6-4 liberando la parte inferior del cuadro y dejándolo más abierto que nunca, en octavos de final vence al cabeza de serie 16 Lucas Pouille por 7-6(3), 7-5, 2-6, 6-2 en dos horas y 34 minutos para llegar por primera vez a cuartos de final de un Major. Con 5'7" (170 cm), Schwartzman fue el cuartofinalista de Grand Slam más bajo desde Jaime Yzaga, 5'7", en el US Open 1994. Schwartzman dijo: No es solo para los grandes aquí. Finalmente en cuartos de final cae ante el cabeza de serie 12 el español Pablo Carreño por 4-6, 4-6, 2-6 en un duelo absolutamente controlando por el español en una hora 58 minutos.
Tras el US Open fue nominando al Equipo de Copa Davis de Argentina para disputar el Repechaje del Grupo Mundial contra Kazajistán en Astaná sobre pista dura durante el 15 y 17 de septiembre, jugaría dos individuales, el primero Dmitri Popkó ganando por 6-4, 6-2, 6-2 logrando su primer triunfo en la Copa Davis tras 3 derrotas seguidas y el segundo fue ante Mijaíl Kukushkin perdiendo por 6-4, 6-4 y 7-6(2) descendiendo a la Zona Americana I por primera vez en 16 años y tras solo 10 meses después de ganar su primera ensaladera.
Después de la Copa Davis comienza la gira asiática en Tokio, llega a semifinales tras vencer a Donald Young (6-2, 7-5), Bernard Tomic (6-3, 6-1) y Steve Johnson (6-0, 7-5), en semifinales caería ante el eventual ganador David Goffin por doble 7-6, en el Masters de Shanghái caería en segunda ronda ante el eventual campeón y número 2 del mundo Roger Federer por 7-6(4) y 6-4.
A mediados de octubre comenzó la gira en pista cubierta (bajo techo) en Amberes llegando a su segunda final consecutiva tras dejar en el camino a Ernesto Escobedo (6-3, 7-6), David Ferrer (7-5, 6-2) y Stefanos Tsitsipas (6-3, 7-5) sin ceder sets, perdió la final contra el francés Jo-Wilfried Tsonga por 6-3 y 7-5 después de una segunda manga muy disputada, después llegó a cuartos de final en Viena venciendo a Fabio Fognini y Pablo Carreño Busta, antes de perder por 7-5 y 7-6(6) contra Philipp Kohlschreiber. Su último torneo del año fue el Masters 1000 de París-Bercy y cayó en segunda ronda contra el cañonero estadounidense John Isner por 7-6, 6-7 y 6-3.
La temporada 2017 de Schwartzman demostraría ser una de las mejores de su carrera en muchos sentidos. Terminó el año en el puesto 25 del mundo, además de llegar a cuartos de final de un Grand Slam; también logró dos cuartos de final en el nivel Masters 1000. Ganó 39 partidos de individuales y obtuvo $ 1,536,432 en premios, superando fácilmente sus récords anteriores de 17 partidos ganados y $ 441,494 en la temporada 2016. Finalmente, logró su primer triunfo sobre un jugador entre los 10 primeros, y luego, solo dos semanas después, acumuló su segunda victoria frente a un Top 10.

### 2018: Segundo título ATP, top 20 y segundo cuartos de final en Grand Slam

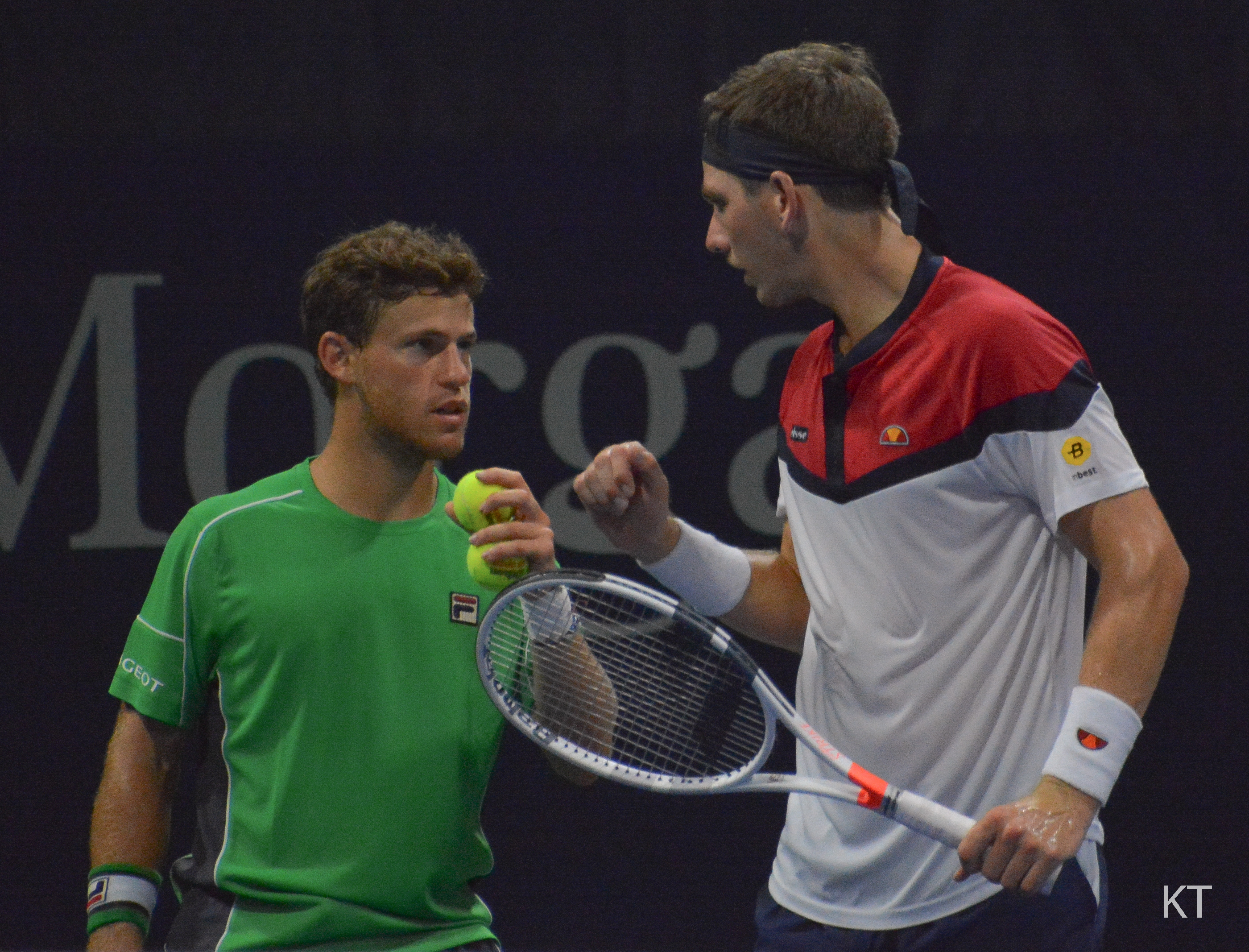
Schwartzman (verde) junto con Cameron Norrie (blanco) en un partido de dobles.

Comenzó la Temporada 2018 en el Abierto de Australia llegando hasta octavos de final por segunda vez consecutiva en sus 18 participaciones en Grand Slam, en primera ronda derrotó a Dusan Lajović en un maratónico partido de cinco sets por 2-6, 6-3, 5-7, 6-4, 11-9 (Al igual que el año pasado en Melbourne Park), después en segunda ronda se despacharía a Casper Ruud por 6-4, 6-2 y 6-3; en tercera derrotó al ucraniano Aleksandr Dolgopólov por 66-7, 6-2, 6-3 y 6-3 para enfrentarse al n.º 1 del mundo Rafael Nadal en octavos de final, hizo segunda semana en una Major por segunda vez consecutiva, tras su actuación en los cuartos de final en el US Open 2017. A pesar de entrar en el partido con un récord de 0-3 cabeza a cabeza, 0-7 en sets, Schwartzman tomó el segundo set por 7-4 en la muerte súbita (Nadal ganó el primero 6-3), luego el balear ganaría los dos segundos sets restantes por doble 6-3 en tres horas y 51 minutos logrando su mejor actuación en Melbourne. En virtud de su actuación, alcanzó un nuevo ranking individual de individuales con el n.º 24 el 29 de enero de 2018.
En febrero, juega dos torneos en arcilla. El primero en Buenos Aires llega hasta cuartos de final cayendo ante el futuro finalista Aljaž Bedene por doble 6-4. Después juega el ATP 500 de Río de Janeiro se clasificó a la final tras vencer a Casper Ruud (4-1 ab.), Federico Delbonis (6-2, 6-3), Gaël Monfils (6-3, 6-4) y a la sorpresa del torneo, el chileno Nicolás Jarry (7-5, 6-2) para clasificar a la final. Ganó el título más importante de su carrera contra Fernando Verdasco por un contundente 6-2, 6-3 cerrando una semana exitosa. Ganando su primer ATP 500 sin ceder sets durante el torneo, tras esto alcanzó su ranking más alto hasta entonces, el número 18.
En marzo jugó los dos primeros Masters 1000 del año, en Indian Wells cayó en su partido debut ante Marcos Baghdatis por 7-5, 6-4 en 2.ª ronda y en Miami venció a Jarry en segunda ronda por un contundente 6-3 y 6-1 antes de caer con Milos Raonic por 6-7 y 3-6 en tercera ronda.
En abril fue nominado por segunda vez consecutiva al Equipo de Copa Davis de Argentina para jugar la Final de la Zona Americana I contra Chile en el Estadio Aldo Cantoni de San Juan para ver quien accedía al Repechaje del Grupo Mundial, a 18 años de la última serie también conocida como 'La tarde de los Sillazos'. Jugaría dos individuales, en el primero se enfrentaría a Christian Garín ganando con bastantes dificultades por 7-62, 2, 6-2 al 217.º del Ranking ATP en 2 horas y 46 minutos igualando la serie a 1. Su otro individual lo disputó el día siguiente frente a Nicolás Jarry en el duelo entre los número uno de cada país y en tercer enfrentamiento en la temporada (ambos triunfos del bonaerense en Miami por 6-3, 6-1 y Río de Janeiro por 7-5, 6-2), finalmente el Peque ganaría por doble 6-4 en una hora y 45 minutos, igualando la serie 2-2, y en el quinto punto Guido Pella vencería a Garín en sets corridos para darle el triunfo a Argentina por un dramático 3-2.
En el Masters de Montecarlo comenzó venciendo a su compatriota Guido Pella en primera ronda por 0-6, 6-2 y 6-3; en segunda cayó ante Richard Gasquet por un contundente 6-2 y 6-1. en Madrid derrotó a Adrian Mannarino y Feliciano López antes de caer ante Rafael Nadal en tercera ronda por 6-3 y 6-4. En Roma venció a Nicolás Jarry por 6-4 y 6-1 en la primera ronda antes de caer ante Benoît Paire en segunda por 6-2, 4-6 y 2-6.

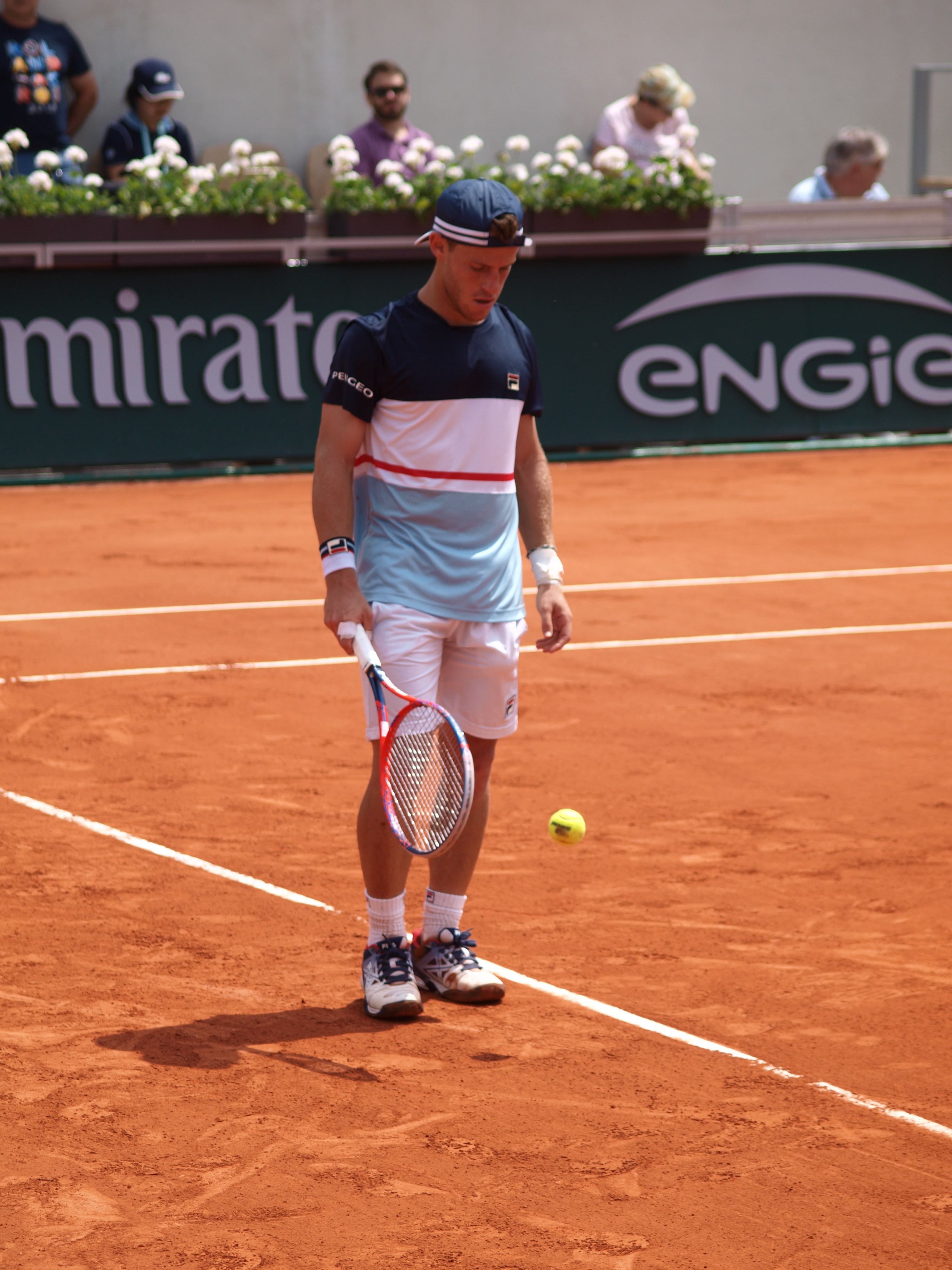
Schwartzman en Roland Garros 2018.

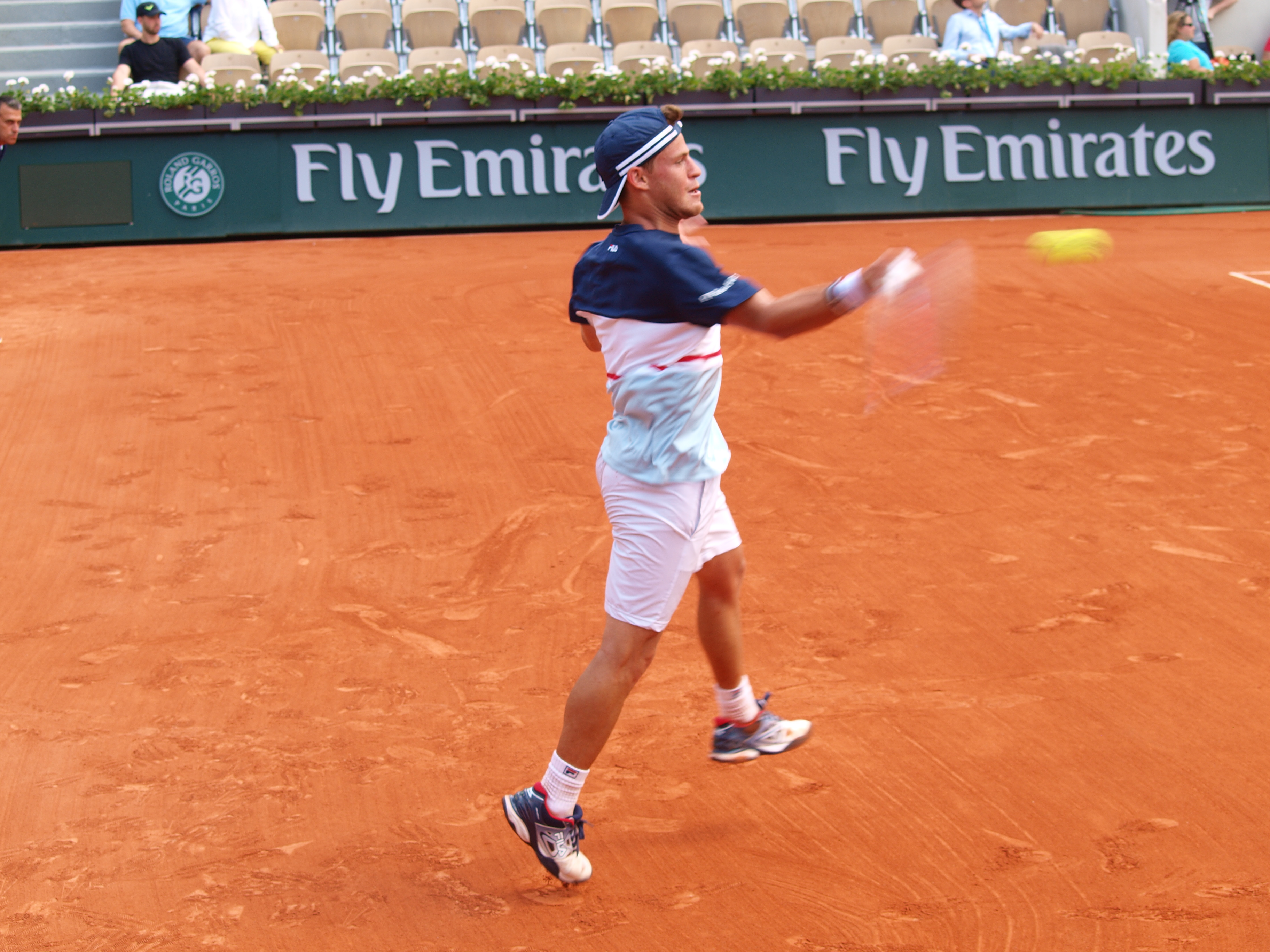
Schwartzman en su duelo de octavos de final ante Kevin Anderson donde ganaría luego de remontar un 0-2 en sets en contra

En el segundo Grand Slam del año en Roland Garros fue cabeza de serie 11 a finales de mayo, clasificó a cuarta ronda sin ceder sets tras vencer a Calvin Hemery (6-1, 6-3, 6-1), Adam Pavlásek (6-1, 6-3, 6-1) y Borna Ćorić (7-5, 6-3, 6-3) en sets corridos, en octavos de final se enfrentó al 7.º mundial Kevin Anderson ganando por 1-6, 2-6, 7-5, 7-6(0), 6-2 remontando por primera vez en su carrera un encuentro en el que iba 2 sets abajo en casi 4 horas, en un partido en el que su oponente sirvió para partido en el tercer y cuarto set, además logrando su segundo cuartos de final en un Grand Slam. En cuartos se enfrentó a Rafael Nadal, Schwartzman ganó el primer set por 6-4 (el único que perdió el español en este torneo) quebrándole 3 veces el servicio a Nadal, en la segunda manga Schwartzman controlaba por 3-2 y servicio (Quebró 2 veces más el saque del español) y justo en ese momento empezó a llover en París, 50 minutos después de la suspensión Nadal remontó quedando 4-6, 5-3 y sacando 30-15 justo cuando la jornada se suspendió el resto del día por las lluvias, en el día siguiente Nadal jugó a su máximo nivel y Schwartzman no pudo mantener la intensidad con la que jugó el primer set y el inicio del segundo cayendo por 4-6, 6-3, 6-2 y 6-2. A pesar de esta derrota se convirtió en el primer hombre en quitarle un set al 10 veces campeón en Roland Garros desde 2015, además de quebrarle el servicio 5 veces y dominar el partido antes de que empezara a llover.
Cabe remarcar que el 11 de junio alcanzó el puesto 11.º del ranking atp, la mejor posición hasta ese momento.
Para la gira de sobre césped jugó dos torneos que incluyeron Eastbourne y Wimbledon. Aunque fue cabeza de serie número uno en Eastbourne, cayó en la primera ronda ante Mirza Bašić en tres sets por 6-4, 4-6, 5-7. En Wimbledon, consiguió su primera victoria sobre hierba en su carrera al derrotar a Mirza Bašić por 6-3, 6-2, 6-1 en primera ronda antes de caer en segunda ronda ante Jiří Veselý por 6-3, 6-4, 7-6.
En julio, fue derrotado en el ATP 500 de Hamburgo por el correntino Leonardo Mayer quien se impuso por 6-3, 4-6, 6-3 y avanzó a las semifinales del torneo.
En septiembre alcanzó los cuartos de final en el abierto de Estados Unidos, donde cayó con Rafael Nadal. Finalizó el año en el puesto 14.º del ranking.

### 2020-2023: Final de ATP 1000, 500 y campeón en 250
En el año de la Pandemia de COVID-19, octavo puesto en el ranking, termina noveno, victoria sobre Nadal y semifinalista en Roland Garros 2020. En un año con un contexto extremadamente difícil, Diego hace gala de su esfuerzo y coraje logrando resultados que son un hito en su carrera, como la semifinal en Roland Garros y llegar al 8.º puesto del ranking, convirtiéndose en un jugador que alcanzó el tan ansiado top ten.
En el comienzo de la temporada 2022, logró alcanzar las finales en los torneos, ATP 250 de Buenos Aires y ATP 500 de Río de Janeiro sobre polvo de ladrillo, cayendo en ambas ante el noruego Casper Ruud y el español Carlos Alcaraz respectivamente.
En 2023, Schwartzman comenzó el año llegando a segunda ronda del Australian Open tras ganarle a Oleksii Krutykh, perdiendo con Jeffrey John Wolf. Luego, tuvo un mal paso por la gira sudamericana cayendo en Córdoba contra Juan Manuel Cerúndolo por 6-7 y 1-6, en el ATP 250 de Buenos Aires, cayó ante Bernabé Zapata Miralles por 1-6 3-6, en el ATP 500 de Río de Janeiro, perdió ante Dušan Lajović por 1-6 y 4-6 y por último, en el ATP 250 de Santiago de Chile, perdió ante Nicolás Jarry por 4-6, 6-4 y 6-7. Volvió a la victoria en Indian Wells, tras ganarle a Federico Coria por 6-1 6-2, aunque luego perdería en segunda ronda ante Casper Ruud por 2-6 3-6. En el Master 1000 de Miami, venció a Wu Yibing pero luego perdió ante Holger Rune por 4-6 2-6.

### 2024-presente: Últimos años
El 5 de mayo de 2024, Schwartzman anunció vía Instagram que jugaría unos últimos torneos de la gira ATP y en 2025 se retiró del deporte profesional donde jugó su último torneo en el ATP de Buenos Aires.

## ATP World Tour Masters 1000

### Finalista (1)
| Año  | Torneo | Superficie    | Ind/Outdoor | Oponente en la final | Resultado |
| 2020 | Roma   | Tierra batida | Outdoor     | Novak Djokovic       | 5-7, 3-6  |

## Títulos ATP (4; 4+0)

### Individual (4)
| Leyenda                   |
| ------------------------- |
| Grand Slam (0)            |
| ATP Tour Finals (0)       |
| ATP Tour Masters 1000 (0) |
| ATP Tour 500 (1)          |
| ATP Tour 250 (3)          |

| N.º | Fecha                 | Torneo         | Superficie    | Oponente en la final | Resultado           |
| --- | --------------------- | -------------- | ------------- | -------------------- | ------------------- |
| 1.  | 1 de mayo de 2016     | Estambul       | Tierra batida | Grigor Dimitrov      | 6-7(5), 7-6(4), 6-0 |
| 2.  | 25 de febrero de 2018 | Río de Janeiro | Tierra batida | Fernando Verdasco    | 6-2, 6-3            |
| 3.  | 3 de agosto de 2019   | Los Cabos      | Dura          | Taylor Fritz         | 7-6(6), 6-3         |
| 4.  | 7 de marzo de 2021    | Buenos Aires   | Tierra batida | Francisco Cerúndolo  | 6-1, 6-2            |

#### Finalista (10)
| N.º | Fecha                    | Torneo         | Superficie    | Oponente en la final | Resultado     |
| --- | ------------------------ | -------------- | ------------- | -------------------- | ------------- |
| 1.  | 23 de octubre de 2016    | Amberes        | Dura (i)      | Richard Gasquet      | 6-7(4), 1-6   |
| 2.  | 22 de octubre de 2017    | Amberes        | Dura (i)      | Jo-Wilfried Tsonga   | 3-6, 5-7      |
| 3.  | 17 de febrero de 2019    | Buenos Aires   | Tierra batida | Marco Cecchinato     | 1-6, 2-6      |
| 4.  | 27 de octubre de 2019    | Viena          | Dura (i)      | Dominic Thiem        | 6-3, 4-6, 3-6 |
| 5.  | 9 de febrero de 2020     | Córdoba        | Tierra batida | Christian Garín      | 6-2, 4-6, 0-6 |
| 6.  | 21 de septiembre de 2020 | Roma           | Tierra batida | Novak Djokovic       | 5-7, 3-6      |
| 7.  | 25 de octubre de 2020    | Colonia II     | Dura (i)      | Alexander Zverev     | 2-6, 1-6      |
| 8.  | 24 de octubre de 2021    | Amberes        | Dura (i)      | Jannik Sinner        | 2-6, 2-6      |
| 9.  | 13 de febrero de 2022    | Buenos Aires   | Tierra batida | Casper Ruud          | 7-5, 2-6, 3-6 |
| 10. | 20 de febrero de 2022    | Río de Janeiro | Tierra batida | Carlos Alcaraz       | 4-6, 2-6      |

### Dobles (0)
| Leyenda                   |
| Grand Slam (0)            |
| ATP Tour Finals (0)       |
| ATP Tour Masters 1000 (0) |
| ATP Tour 500 (0)          |
| ATP Tour 250 (0)          |

#### Finalista (5)
| N.º | Fecha                 | Torneo       | Superficie        | Pareja         | Oponentes en la final             | Resultado            |
| --- | --------------------- | ------------ | ----------------- | -------------- | --------------------------------- | -------------------- |
| 1.  | 15 de febrero de 2015 | São Paulo    | Tierra batida (i) | Paolo Lorenzi  | Juan Sebastián Cabal Robert Farah | 4-6, 2-6             |
| 2.  | 1 de mayo de 2016     | Estambul     | Tierra batida     | Andrés Molteni | Flavio Cipolla Dudi Sela          | 3-6, 7-5, [7-10]     |
| 3.  | 17 de febrero de 2019 | Buenos Aires | Tierra batida     | Dominic Thiem  | Máximo González Horacio Zeballos  | 1-6, 1-6             |
| 4.  | 12 de mayo de 2019    | Madrid       | Tierra batida     | Dominic Thiem  | Jean-Julien Rojer Horia Tecău     | 2-6, 3-6             |
| 5.  | 15 de mayo de 2022    | Roma         | Tierra batida     | John Isner     | Mate Pavić Nikola Mektić          | 2-6, 7-6(6), [10-12] |

## Títulos Challenger (8; 8+0)

### Individuales (8)
| N.° | Fecha                    | Torneo                        | Superficie    | Oponente en la final | Resultado      |
| --- | ------------------------ | ----------------------------- | ------------- | -------------------- | -------------- |
| 1.  | 28 de octubre de 2012    | Challenger de Buenos Aires    | Tierra batida | Guillaume Rufin      | 6-1, 7-5       |
| 2.  | 11 de mayo de 2014       | Challenger de Aix-en-Provence | Tierra batida | Andreas Beck         | 46-7, 6-3, 6-2 |
| 3.  | 10 de agosto de 2014     | Challenger de Praga 2         | Tierra batida | Andre Ghem           | 6-4, 7-5       |
| 4.  | 21 de septiembre de 2014 | Challenger de Campinas        | Tierra batida | Andre Ghem           | 4-6, 6-4, 7-5  |
| 5.  | 19 de octubre de 2014    | Challenger de San Juan        | Tierra batida | João Souza           | 7-65, 6-3      |
| 6.  | 23 de noviembre de 2014  | ATP Challenger Tour Finals    | Tierra batida | Guilherme Clezar     | 6-2, 6-3       |
| 7.  | 11 de septiembre de 2016 | Challenger de Barranquilla    | Tierra batida | Rogério Dutra Silva  | 6-4, 6-1       |
| 8.  | 20 de noviembre de 2016  | Challenger de Montevideo      | Tierra batida | Rogério Dutra Silva  | 6-4, 6-1       |

### Finalista (10)
| N.° | Fecha                    | Torneo                     | Superficie    | Oponente en la final | Resultado     |
| --- | ------------------------ | -------------------------- | ------------- | -------------------- | ------------- |
| 1.  | 5 de mayo de 2013        | Challenger de Túnez        | Tierra batida | Adrian Ungur         | 6-4, 0-6, 2-6 |
| 2.  | 15 de septiembre de 2013 | Challenger de Banja Luka   | Tierra batida | Aljaz Bedene         | 3-6, 4-6      |
| 3.  | 13 de octubre de 2013    | Challenger de San Juan     | Tierra batida | Guido Andreozzi      | 7-6, 6-7, 0-6 |
| 4.  | 3 de noviembre de 2013   | Challenger de Montevideo   | Tierra batida | Thomaz Bellucci      | 4-6, 4-6      |
| 5.  | 13 de abril de 2014      | Challenger de Itajaí       | Tierra batida | Facundo Argüello     | 6-4, 0-6, 4-6 |
| 6.  | 28 de septiembre de 2014 | Challenger de Porto Alegre | Tierra batida | Carlos Berlocq       | 4-6, 6-4, 0-6 |
| 7.  | 27 de septiembre de 2015 | Challenger de Campinas     | Tierra batida | Facundo Argüello     | 5-7, 3-6      |
| 8.  | 4 de octubre de 2015     | Challenger de Porto Alegre | Tierra batida | Guido Pella          | 3-6, 6-7      |
| 9.  | 18 de octubre de 2015    | Challenger de Corrientes   | Tierra batida | Máximo González      | 6-3, 5-7, 4-6 |
| 10. | 7 de noviembre de 2015   | Challenger de Guayaquil    | Tierra batida | Gastao Elias         | 0-6, 4-6      |

## Clasificación histórica
| Torneo                      | 2013            | 2014            | 2015            | 2016            | 2017            | 2018            | 2019            | 2020         | 2021         | 2022         | 2023 | 2024 | G–P   |
| --------------------------- | --------------- | --------------- | --------------- | --------------- | --------------- | --------------- | --------------- | ------------ | ------------ | ------------ | ---- | ---- | ----- |
| Grand Slam                  |                 |                 |                 |                 |                 |                 |                 |              |              |              |      |      |       |
| Abierto de Australia        | Q3              | Q1              | 1R              | 1R              | 2R              | 4R              | 3R              | 4R           | 3R           | 2R           | 2R   | Q1   | 13–9  |
| Roland Garros               | Q2              | 2R              | 2R              | 1R              | 3R              | CF              | 2R              | SF           | CF           | 4R           | 3R   | Q2   | 23–10 |
| Wimbledon                   | A               | A               | 1R              | 1R              | 1R              | 2R              | 3R              | ND           | 3R           | 2R           | 2R   | Q1   | 7–8   |
| US Open                     | Q3              | 1R              | 2R              | 1R              | CF              | 3R              | CF              | 1R           | 4R           | 3R           | 1R   | 1R   | 16–10 |
| Ganados–Perdidos            | 0–0             | 1–2             | 2–4             | 0–4             | 7–4             | 10–4            | 9–4             | 8–3          | 11–4         | 7–4          | 4–4  | 0-0  | 59–37 |
| Torneo de maestros          |                 |                 |                 |                 |                 |                 |                 |              |              |              |      |      |       |
| ATP Finals                  | No se clasificó | No se clasificó | No se clasificó | No se clasificó | No se clasificó | No se clasificó | No se clasificó | RR           | NSC          | NSC          |      |      | 0-3   |
| ATP World Tour Masters 1000 |                 |                 |                 |                 |                 |                 |                 |              |              |              |      |      |       |
| Indian Wells                | A               | A               | 2R              | 1R              | 1R              | 2R              | 3R              | ND           | CF           | 3R           | 2R   |      | 7–8   |
| Miami                       | Q1              | Q1              | 1R              | 1R              | 3R              | 3R              | 2R              | ND           | 4R           | 2R           | 3R   |      | 6–8   |
| Montecarlo                  | A               | A               | 1R              | A               | CF              | 2R              | 2R              | ND           | 2R           | CF           | 2R   |      | 9–7   |
| Madrid                      | A               | A               | A               | A               | 2R              | 3R              | 2R              | ND           | 2R           | 2R           | 1R   |      | 5–6   |
| Roma                        | A               | A               | 1R              | A               | 1R              | 2R              | SF              | F            | 2R           | 2R           | 1R   |      | 10–8  |
| Canadá                      | A               | A               | A               | A               | CF              | 3R              | 2R              | ND           | 3R           | 2R           |      |      | 8–5   |
| Cincinnati                  | A               | A               | A               | Q1              | 1R              | 1R              | 3R              | 2R           | 3R           | 3R           |      |      | 7–6   |
| Shanghái                    | A               | A               | A               | Q1              | 2R              | 1R              | 1R              | No Disputado | No Disputado | No Disputado |      |      | 1–3   |
| París                       | A               | A               | A               | A               | 2R              | 3R              | 2R              | CF           | 2R           | 1R           |      |      | 4–5   |
| Ganados–Perdidos            | 0–0             | 0–0             | 1–4             | 0–2             | 11–9            | 8–9             | 10–9            | 7–3          | 9–8          | 9–8          | 3–5  |      | 58–57 |
| Representación nacional     |                 |                 |                 |                 |                 |                 |                 |              |              |              |      |      |       |
| Juegos Olímpicos            | No Celebrado    | No Celebrado    | No Celebrado    | A               | No Celebrado    | No Celebrado    | No Celebrado    | No Celebrado | 3R           | ND           | ND   |      | 2-1   |
| Copa Davis                  | A               | A               | SF              | A               | PO              | PO              | CF              | A            | PO           | RR           |      |      | 5-8   |
| ATP Cup                     | Inexistente     | Inexistente     | Inexistente     | Inexistente     | Inexistente     | Inexistente     | Inexistente     | CF           | RR           | RR           | ND   |      | 4-5   |
| Estadísticas                |                 |                 |                 |                 |                 |                 |                 |              |              |              |      |      |       |
| Torneos                     | 5               | 4               | 20              | 18              | 27              | 26              | 26              | 15           | 21           | 26           |      |      | 188   |
| Títulos                     | 0               | 0               | 0               | 1               | 0               | 1               | 1               | 0            | 1            | 0            |      |      | 4     |
| Finales                     | 0               | 0               | 0               | 2               | 1               | 1               | 2               | 3            | 2            | 2            |      |      | 12    |

## Ranking ATP al final de la temporada
| Año                     | 2009 | 2010 | 2011 | 2012 | 2013 | 2014 | 2015 | 2016 | 2017 | 2018 | 2019 | 2020 | 2021 | 2022 | 2023 | 2024 |
| Ranking en individuales | 1025 | 415  | 371  | 179  | 117  | 61   | 88   | 52   | 26   | 17   | 14   | 9    | 13   | 25   | 114  | 370  |

## Victorias sobre Top 10
| Año       | 2013 | 2014 | 2015 | 2016 | 2017 | 2018 | 2019 | 2020 | 2021 | 2022 | 2023 | Total |
| --------- | ---- | ---- | ---- | ---- | ---- | ---- | ---- | ---- | ---- | ---- | ---- | ----- |
| Victorias | 0    | 0    | 0    | 0    | 2    | 1    | 4    | 2    | 1    | 2    | 1    | 13    |

| #    | Jugador               | Ranking | Torneo                              | Superficie | Rd   | Resultado                              | DS Ranking |
| 2017 | 2017                  | 2017    | 2017                                | 2017       | 2017 | 2017                                   | 2017       |
| ---- | --------------------- | ------- | ----------------------------------- | ---------- | ---- | -------------------------------------- | ---------- |
| 1.   | Dominic Thiem         | 7       | Montreal, Canadá                    | Hard       | 2R   | 6–4, 6–7(7–9), 7–5                     | 36         |
| 2.   | Marin Čilić           | 7       | US Open, Nueva York, Estados Unidos | Hard       | 3R   | 4–6, 7–5, 7–5, 6–4                     | 33         |
| 2018 |                       |         |                                     |            |      |                                        |            |
| 3.   | Kevin Anderson        | 7       | Roland Garros, París, Francia       | Arcilla    | 4R   | 1–6, 2–6, 7–5, 7–6(7–0), 6–2           | 12         |
| 2019 |                       |         |                                     |            |      |                                        |            |
| 4.   | Dominic Thiem         | 8       | Buenos Aires, Argentina             | Arcilla    | SF   | 2–6, 6–4, 7–6(7–5)                     | 19         |
| 5.   | Kei Nishikori         | 6       | Roma, Italia                        | Arcilla    | CF   | 6–4, 6–2                               | 19         |
| 6.   | Alexander Zverev      | 6       | US Open, Nueva York, Estados Unidos | Hard       | 4R   | 3–6, 6–2, 6–4, 6–3                     | 21         |
| 7.   | Karen Khachanov       | 9       | Viena, Austria                      | Hard       | CF   | 7–6(8–6), 6-2                          | 15         |
| 2020 |                       |         |                                     |            |      |                                        |            |
| 8.   | Rafael Nadal          | 2       | Roma, Italia                        | Arcilla    | CF   | 6–2, 7–5                               | 15         |
| 9.   | Dominic Thiem         | 3       | Roland Garros, París, Francia       | Arcilla    | CF   | 7–6(7–1), 5–7, 6–7(6–8), 7–6(7–5), 6–2 | 14         |
| 2021 |                       |         |                                     |            |      |                                        |            |
| 10.  | Casper Ruud           | 10      | Indian Wells, Estados Unidos        | Hard       | 4R   | 6–3, 6–3                               | 15         |
| 2022 |                       |         |                                     |            |      |                                        |            |
| 11.  | Stefanos Tsitsipas    | 4       | ATP Cup, Sídney, Australia          | Hard       | RR   | 6–7(5–7), 6–3, 6–3                     | 13         |
| 12.  | Félix Auger-Aliassime | 9       | Barcelona, España                   | Arcilla    | CF   | 3–6, 6–2, 6–3                          | 15         |
| 2023 |                       |         |                                     |            |      |                                        |            |
| 13.  | Taylor Fritz          | 8       | Shanghái, China                     | Hard       | 3R   | 6–4, 3–6, 7–6(7–5)                     | 130        |

## Premios y distinciones
- Olimpia de plata (2019)[86]
- Premio Konex - Diploma al Mérito (2020)
- Olimpia de Oro (2020)